# Stomil Wolbrom S.A.
Стоміль Вольбром, АТ (пол. Fabryka Taśm Transporterowych Stomil Wolbrom S.A.) — фабрика конвеєрних стрічок, виробництво ґумових виробів у Польщі. Конвеєрні стрічки: ґумотканинні загального призначення; важкозаймисті; стійкі до підвищених температур до 120 і до 200 °С; GTP — негорючі, призначені для шахт кам'яного вугілля і сланцевих шахт; ґумотросові ST загального призначення, важкозаймисті, негорючі.
Адреса: 32-340, Польща, Вольбром, вул. 1 Мая, 100